# William John Bankes
Pour les articles homonymes, voir Bankes.
William John Bankes (11 décembre 1786 - 15 avril 1855), fils de Henry Bankes II, est un explorateur, égyptologue et aventurier anglais notable.
Membre de la famille Bankes (en) de Dorset en Angleterre, il reconstruit le domaine de Kingston Lacy. Il voyage beaucoup en Orient et en Égypte et crée la plus grande collection privée d'objets égyptiens du monde (il collectionne aussi de l'art espagnol). Son important travail dans le domaine de l'égyptologie fut longtemps oublié. Il était l'ami de Lord Byron et de Sir Charles Barry. Il servit aussi dans la Chambre des communes en tant que représentant de l'université de Cambridge.

## Biographie

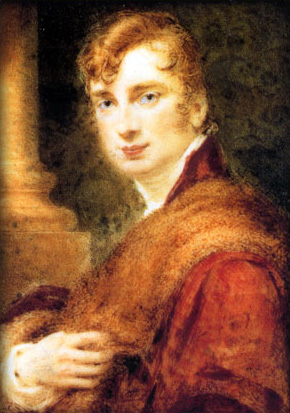

Né le 11 décembre 1786 de Frances Woodward et Henry Bankes, député de Kingston Lacy et de Corfe Castle, c'est un homme éduqué, quoique parfois espiègle, issu d'une famille aisée, le second d'une fratrie de cinq. Il est éduqué au Westminster School et continue ses études au Trinity College de Cambridge, où il passe sa licence en 1808 et sa maîtrise en 1811. Son oncle lui lègue Stoughton Hall, Flints, et en 1835, il hérite de la demeure de Kingston Lacy, où Bankes vécut longtemps et où il crée sa collection égyptologique.
Lord Byron, étudiant au Trinity College et poète romantique reconnu, est un ami fidèle de Bankes. Bankes accompagne souvent Byron lors de ses voyages en Europe. Sir Charles Barry, architecte célèbre de l'époque, est également longtemps un ami de Bankes. Ils se connurent au temple de Ramsès à Abou Simbel en 1819. Bankes respectait énormément le travail de Barry, qui construisit souvent sur sa propriété, dont la demeure de Kingston Lacy, où il remplaça les briques de la façade avec du marbre.
Bankes connut aussi le duc de Wellington pendant ses voyages en Espagne et au Portugal pendant la guerre d'indépendance espagnole. Le duc l'aida plus tard quand on attaqua Bankes en justice pour son « mode de vie imprudent ». Il supporta Bankes en organisant une cérémonie à Kingston Lacy lors de l'installation de l'une de ses plus grandes découvertes : l'obélisque de Philæ.
Bankes s'intéresse à l'exploration et la découverte et a une passion pour l'Égypte antique et les arts. Épigraphiste méticuleux et architecte amateur, il adore les hiéroglyphes et il maîtrise l'art de copier de très anciennes inscriptions. Ses journaux, notes, manuscrits et croquis de ses voyages sur le Nil, en Égypte, en Nubie et au Moyen-Orient (Turquie, Syrie), quoique jamais publiés par lui-même, sont d'un grand intérêt historique, étant souvent les seules traces de certaines inscriptions ou monuments aujourd'hui disparus.

## Scandale
Bankes fut forcé de s'exiler à cause de son homosexualité ; on le surprit dans une position compromettante avec un garde de Green Park à Londres. La sodomie était à l'époque considéré comme un crime grave en Angleterre, passible de la peine de mort. Il ne put retourner à Kingston Lacy mais y fit envoyer sa collection pour qu'elle y soit exposée. On raconte qu'il a pu visiter Kingston Lacy une dernière fois avant de décéder à Venise le 16 avril 1855.